# Zugnummerndrucker
Der Zugnummerndrucker ist eine technische Einrichtung der Eisenbahn.
Zugnummerndrucker sind an stark frequentierten Eisenbahnstrecken vorwiegend in modernen Gleisbildstellwerken in Verbindung mit einer Zugnummernmeldeanlage installiert. Sie registrieren die Zugnummern der Züge mit ihren Abfahrts-, Durchfahrts- und Ankunftszeiten auf den einzelnen Betriebsstellen und drucken die Daten fortlaufend aus.
Im Regelfall werden Nadeldrucker verwendet, da die Aufzeichnungen über die Zugbewegungen dokumentenecht geführt werden müssen. Auch bei verblassender Farbe sind die Nadelstiche auf dem Papier eindeutig zu erkennen.
Da der Betrieb von Druckern ressourcenintensiv ist, werden stattdessen zunehmend Computer mit nicht flüchtigem Speicher eingesetzt. Die Nachrüstung einer Computerschnittstelle an älteren Stellwerks- und Zugnummernmeldeanlagen ist möglich, eine Software emuliert das Verhalten des Druckers.